# 詹姆斯·邓巴
詹姆斯·邓巴（英語：James Dunbar，1930年7月17日—2018年5月14日），美国男子赛艇运动员。他曾代表美国参加1952年夏季奥林匹克运动会赛艇比赛，获得男子八人单桨有舵手金牌。